# ぴかぴかマンボ
『ぴかぴかマンボ』は、テレビ東京では2002年10月19日から2017年9月30日まで放送された生活情報ミニ番組である。
全774回。花王の一社提供。

## 概要
これまで花王は1999年10月から『ASAYAN』や『ハマラジャ』といったオーディションバラエティ番組を提供してきており、『ASAYAN』で提供を開始してから1年後に筆頭スポンサーになった（それ以前からも、1980年代中盤から1990年代初めにミニ番組「女のコラム」「情報カレンダー」「暮らしのワンポイント」で花王の1社単独提供の番組があった）。
しかしその後、セールスの電通より枠移行の申し出があり、その申し出通りに枠移行を行って誕生したのがこの番組である。
当初はテレビ東京のみで放送されるローカル番組だったが、2006年4月からは他のテレビ東京系列局などでも放送されるようになった。それでも地上波では関東地方・北海道・和歌山県・福岡県・沖縄県でしか見ることができないものの、BSジャパンの放送により全国どの地域でも本番組の視聴ができるようになっている。
主な内容は、生活に関するマメ知識を花王の製品（番組中では製品名は紹介されない）を使って実演するものである。2012年6月2日には放送500回を迎え、2014年5月3日には放送600回を達成する予定であったが、「世界卓球2014団体選手権東京大会の準々決勝」が夜11:34まで大幅延長したため（仮に繰り下がって放送されていた場合は深夜0:34-0:40の放送だった）、1週延期で2014年5月10日に放送600回を迎えた。
2017年9月30日の放送を以て、15年間の放送を終えた。※普段は遅れネットで放送しているTVQもこの日限り同時ネットで放送された。
当番組終了後、スポンサーを務めた花王は『モヤモヤさまぁ～ず2』2017年10月15日放送より前半枠と後半枠30秒に分けて提供している（2021年10月より筆頭スポンサー（30秒×2本）となる）。

## 放送時間
- 土曜日21:54 - 22:00（テレビ東京の場合）
  - 直前番組『出没!アド街ック天国』の拡大版の時は繰り下げる。
  - 2013年12月28日と2014年12月27日放送分は、『アド街ック天国』が22:54まで拡大されたが、直後の『美の巨人たち』は22:58に繰り下げて放送されたため、22:54 - 22:58に短縮放送（通常の30秒前CMは抜き）、しかも『美の巨人たち』との接続は珍しいステブレレスになった。
  - 2014年5月3日は世界卓球延長のため休止（前述）。
  - 2017年6月3日は当初は通常通り放送の予定だったが、18:30の『土曜スペシャル』（この日は18:30 - 20:54の拡大版）が「第54回世界卓球選手権個人戦×2017年全仏オープン」2元中継に差し替えられ、同中継が延長されたため休止。

## 出演者
- 峰野勝成
- 坂田陽子（2008年2月 - ）
- 佐々麻梨江（2010年11月 - ）
- ナレーション：銀河万丈

## 過去の出演者
- 蓼沼千晶
- 竹節まゆみ
- 松本玲子

## 提供クレジット
この番組では、かつての花王一社提供番組（『発掘!あるある大事典』など）で放送されていた提供クレジットに似た、この番組独自のものが放送されている（白と動く水玉のようなバックに花王のコーポレートカラーのライトグリーンのフォントでCIマークを大写しにし、アナウンスは女性（以前は男性だった）が担当する提供クレジットである）。ただし、提供読みについては各局毎で差し替えが行われている。
CM提供は1分であるが、1社提供であるため「自然と調和する こころ豊かな毎日をめざして」のフレーズ（2009年6月までは「清潔で美しく、健やかな毎日を目指す」）が入る。

## ネット局
| 放送対象地域 | 放送局              | 系列                   | 放送日時           | 遅れ    |
| ------------ | ------------------- | ---------------------- | ------------------ | ------- |
| 関東広域圏   | テレビ東京（TX）    | テレビ東京系列         | 土曜 21:54 - 22:00 | 制作局  |
| 北海道       | テレビ北海道（TVh） | テレビ東京系列         | 日曜 21:54 - 22:00 | 1日遅れ |
| 福岡県       | TVQ九州放送（TVQ）  | テレビ東京系列         | 水曜 22:48 - 22:54 | 4日遅れ |
| 和歌山県     | テレビ和歌山（WTV） | 独立局                 | 木曜 20:54 - 21:00 | 5日遅れ |
| 沖縄県       | 琉球朝日放送（QAB） | テレビ朝日系列         | 金曜 14:00 - 14:05 | 6日遅れ |
| 日本全国     | BSジャパン（BSJ）   | テレビ東京系列・BS放送 | 土曜 22:55 - 23:00 | 7日遅れ |